# Picrospora coniographa
Picrospora coniographa är en fjärilsart som beskrevs av Edward Meyrick 1928. Picrospora coniographa ingår i släktet Picrospora och familjen säckspinnare. Inga underarter finns listade i Catalogue of Life.